# ريتشارد والتون تولى
ريتشارد والتون تولى (بالإنجليزية: Richard Walton Tully)‏ هو كاتب سيناريو وكاتب مسرحي أمريكي، ولد في 7 مايو 1877 في Nevada City, Nevada ‏ في الولايات المتحدة، وتوفي في 1 فبراير 1945 في نيويورك في الولايات المتحدة.

## وصلات خارجية
- ريتشارد والتون تولى على موقع IMDb (الإنجليزية)
- ريتشارد والتون تولى على موقع قاعدة بيانات برودواي على الإنترنت (الإنجليزية)
- ريتشارد والتون تولى على موقع قاعدة بيانات الفيلم (الإنجليزية)